# Мелик-Оганджанян, Карапет Агабекович
Карапет Агабекович Мелик-Оганджанян (арм. Կարապետ Աղաբեկի Մելիք-Օհանջանյան; 1893—1970) — советский и армянский учёный-литературовед, фольклорист, востоковед и переводчик, доктор филологических наук, профессор, действительный член АН АрмССР (1965). Заслуженный деятель науки Армянской ССР (1962).

## Биография
Родился 4 марта 1893 в селе Калер в Армении.
С 1911 по 1914 год обучался в Лазаревском институте восточных языков и с 1915 по 1917 году в Берлинском университете.
С 1920 года занимался педагогической работой в Ереванской мужской гимназии, одновременно являлся — руководителем отдела культурного образования политического просвещения Красной Армии Армении и редактором газеты «Кармир банак». С 1921 года — политический комиссар и председатель Учёной коллегии  Эчмиадзинского научного института.
С 1920 года являлся одним из учредителей Ереванского государственного университета и с 1920 по 1925 год — преподаватель и с 1935 по 1937 год — профессор этого университета. 
С 1922 по 1930 год на педагогической и административной работе в качестве — заведующего учебной части Ереванской средней школы имени А. Мясникяна и  методический инспектор профпросвета АрмССР. С 1930 по 1931 год — учёный секретарь  Института наук Армянской ССР и с 1932 по 1934 год — Института материальной культуры. С 1935 года на научной работе в Институте литературы имени М. Абегяна АН АрмССР в качестве заведующего отделом и с 1944 по 1948 год — старший научный сотрудник этого института.
С 1937 по 1944 год был репрессирован и находился в заключении. С 1946 по 1948 год на педагогической работе в Ереванском русском педагогическом институте.

### Научно-педагогическая деятельность и вклад в науку
Основная научно-педагогическая деятельность К. А. Мелик-Оганджаняна была связана с вопросами в области литературоведения и востоковедения, занимался исследованиями в области сопоставительной текстологии, истории фольклора и древней армянской литературы, истории армянского народа, переводу фольклорных, литературных и научных памятников.
В 1920 году защитил кандидатскую диссертацию, в 1942 году защитил докторскую диссертацию на соискание учёной степени доктор филологических наук. В 1935 году ему присвоено учёное звание профессор. В 1965 году был избран действительным членом АН Армянской ССР. К. А. Мелик-Оганджаняном было написано более двухсот научных работ, в том числе монографий и научных статей опубликованы в ведущих научных журналах.

## Основные труды
- Армянская народная эпическая поэзия: краткий исторический очерк / Нац. акад. наук Респ. Армения, Ин-т лит. им. Манука Абегяна, Ин-т археологии и этнографии. - Ереван : Ван Арьян, 2006. - 109 с.[5]

## Звания
- Заслуженный деятель науки Армянской ССР (1962)[2]

## Память
- Имя К. А. Мелик-Оганджаняна было присвоено Личкской сельской средней школе Сюникской области в Армении[2]